# Lorraine Pierrat
Pour les articles homonymes, voir Pierrat.
Lorraine Pierrat, née le 14 juin 1989 à Remiremont dans les Vosges, est une cheffe cuisinière française. Sa cuisine s'inspire du terroir vosgien[pas clair] tout en étant revisitée et moderne[Selon qui ?]. Elle est démonstratrice culinaire, notamment à travers des médias locaux et nationaux.

## Biographie

### Enfance et formation
Lorraine Pierrat entame des études de droit à Nancy avant de commencer un apprentissage en Certificat d'aptitude professionnelle cuisinier au Centre de formation d'apprentis de Gérardmer. Elle est sacrée meilleure apprentie des Vosges en 2014,.
Petite fille de boucher, sa grand-mère l'initie à l'art de cuisiner.

## Carrière

### Côté cuisine
Lorraine Pierrat apprend notamment aux côtés de Jean-Claude Aiguier, chef étoilé au guide Michelin, qu'elle considère comme son mentor.
Elle développe une cuisine moderne et authentique, uniquement avec des produits locaux et de saison. Le critique Gilles Pudlowski considère sa cuisine fine et pleine d'esprit.
En 2016 et 2017, elle représente les Vosges dans le cadre des diners insolites du patrimoine organisés dans la région Grand-Est,.
En 2018, elle fait partie de la liste de Télérama qui publie un guide répertoriant les 500 cheffes qui font la différence au niveau national. Elle tient à son statut de femme cheffe.
En 2019, elle préside le jury d'un concours organisé par le groupe Bazin en Bourgogne-Franche -Comté dans le but de valoriser la charcuterie sans nitrite.
Lors de la foire du Val d'Ajol en février 2020, elle est intronisée à la confrérie des Taste-andouilles du Val-d'Ajol.

### Côté média
À la tête du restaurant familial, le domaine Saint-Romary à Remiremont, Lorraine Pierrat est également démonstratrice culinaire et anime des émissions radios et télévisées sur la scène régionale et nationale,.
Elle commence les émissions radio et télévision dès 2019 et la période Covid[pas clair] accélère ses apparitions. Son ton moderne, décalé et anticonformiste plaît à des industriels notamment l'alsacien Philippe Wagner, spécialiste en charcuterie,,.
En 2020, elle participe à la série de portraits du photographe Michel Laurent qui vise à dénoncer les dégâts collatéraux générés par la crise sanitaire.
Lorraine Pierrat présente régulièrement des recettes dans les médias, que ce soit à travers la presse écrite comme L'Est Républicain ou Femina ou la radio comme France bleu, ou la télévision.

## Emissions

### Télévision
- 2019 : Les Carnets de Julie (France 3), diffusion nationale[20],[21]
- 2019 : Météo à la carte (France 3), diffusion nationale[22]
- 2021 : À feu doux (Moselle TV)[23]
- 2021 : Le Combat des régions (M6), diffusion nationale[24],[25]

### Radio
- Depuis 2019 : Circuit Bleu - Côté saveurs avec Jérôme Prod'homme sur France Bleu Lorraine[26]

## Distinctions
- 2014 : Meilleure apprentie des Vosges
- 2017 : Jeune talent au Gault & Millau[27],[28]